# Grand Prix Formule 1 van Frankrijk 1961
De Grand Prix Formule 1 van Frankrijk 1961 werd gehouden op 2 juli op het circuit van Reims-Gueux in Reims. Het was de vierde race van het seizoen.

## Uitslag
| Pos. | Nr. | Coureur                 | Constructeur      | Rondes | Tijd / Oorzaak uitval | Grid | Punten |
| ---- | --- | ----------------------- | ----------------- | ------ | --------------------- | ---- | ------ |
| 1    | 50  | Giancarlo Baghetti      | Ferrari           | 52     | 2:14:17.5             | 12   | 9      |
| 2    | 12  | Dan Gurney              | Porsche           | 52     | +0,1 s                | 5    | 6      |
| 3    | 8   | Jim Clark               | Lotus-Climax      | 52     | +1:01.0               | 9    | 4      |
| 4    | 6   | Innes Ireland           | Lotus-Climax      | 52     | +1:10.3               | 10   | 3      |
| 5    | 4   | Bruce McLaren           | Cooper-Climax     | 52     | +1:41.8               | 8    | 2      |
| 6    | 22  | Graham Hill             | BRM-Climax        | 52     | +1:41.9               | 6    | 1      |
| 7    | 10  | Jo Bonnier              | Porsche           | 52     | +3:15.4               | 13   |        |
| 8    | 42  | Roy Salvadori           | Cooper-Climax     | 51     | +1 Ronde              | 15   |        |
| 9    | 16  | Phil Hill               | Ferrari           | 50     | +2 Rondes             | 1    |        |
| 10   | 30  | Henry Taylor            | Lotus-Climax      | 49     | +3 Rondes             | 25   |        |
| 11   | 46  | Michael May             | Lotus-Climax      | 48     | +4 Rondes             | 22   |        |
| 12   | 36  | Masten Gregory          | Cooper-Climax     | 43     | +9 Rondes             | 16   |        |
| 13   | 32  | Maurice Trintignant     | Cooper-Maserati   | 42     | +10 Rondes            | 23   |        |
| 14   | 38  | Ian Burgess             | Lotus-Climax      | 42     | +10 Rondes            | 24   |        |
| 15   | 18  | Richie Ginther          | Ferrari           | 40     | Oliedruk              | 3    |        |
| NF   | 26  | Stirling Moss           | Lotus-Climax      | 31     | Remmen                | 4    |        |
| NF   | 48  | Willy Mairesse          | Lotus-Climax      | 27     | Motor                 | 20   |        |
| NF   | 14  | Carel Godin de Beaufort | Porsche           | 23     | Oververhitting        | 17   |        |
| NF   | 28  | Lucien Bianchi          | Lotus-Climax      | 21     | Oververhitting        | 19   |        |
| NF   | 20  | Wolfgang von Trips      | Ferrari           | 18     | Motor                 | 2    |        |
| NF   | 34  | Giorgio Scarlatti       | De Tomaso-OSCA    | 15     | Motor                 | 26   |        |
| NF   | 2   | Jack Brabham            | Cooper-Climax     | 14     | Oliedruk              | 14   |        |
| NF   | 52  | Bernard Collomb         | Cooper-Climax     | 6      | Motor                 | 21   |        |
| NF   | 40  | John Surtees            | Cooper-Climax     | 4      | Ongeluk               | 7    |        |
| NF   | 24  | Tony Brooks             | BRM-Climax        | 4      | Oververhitting        | 11   |        |
| NF   | 44  | Jackie Lewis            | Cooper-Climax     | 4      | Oververhitting        | 18   |        |
| NS   | 46  | Wolfgang Seidel         | Lotus-Climax      |        |                       |      |        |
| NS   | T   | Juan Manuel Bordeu      | Lotus-Climax      |        |                       |      |        |
| WD   | 14  | Hans Herrmann           | Porsche           |        |                       |      |        |
| WD   | 46  | Olivier Gendebien       | Emeryson-Maserati |        |                       |      |        |
| WD   | 54  | Brian Naylor            | JBW-Maserati      |        |                       |      |        |

## Statistieken
| Pole-position | Phil Hill | Ferrari | 2:24.9 |
| Snelste ronde | Phil Hill | Ferrari | 2:27.1 |

## Noot
- Dit was het debuut voor de Argentijnse coureur Juan Manuel Bordeu; de Franse coureur Bernard Collomb en de Italiaanse coureur Giancarlo Baghetti.
- Tiende Grand Prix-start voor een Nederlandse coureur.
- Vijfde snelste ronde voor Phil Hill.
- Eerste rondes als raceleider, podiumplaats en Grand Prix-winst voor Giancarlo Baghetti.

1906 · 1907 · 1908 · 1912 · 1913 · 1914 · 1921 · 1922 · 1923 · 1924 · 1925 · 1926 · 1927 · 1928 · 1929 · 1930 · 1931 · 1932 · 1933 · 1934 · 1935 · 1936 · 1937 · 1938 · 1939 · 1947 · 1948 · 1949 · 1950 · 1951 · 1952 · 1953 · 1954 · 1956 · 1957 · 1958 · 1959 · 1960 · 1961 · 1962 · 1963 · 1964 · 1965 · 1966 · 1967 · 1968 · 1969 · 1970 · 1971 · 1972 · 1973 · 1974 · 1975 · 1976 · 1977 · 1978 · 1979 · 1980 · 1981 · 1982 · 1983 · 1984 · 1985 · 1986 · 1987 · 1988 · 1989 · 1990 · 1991 · 1992 · 1993 · 1994 · 1995 · 1996 · 1997 · 1998 · 1999 · 2000 · 2001 · 2002 · 2003 · 2004 · 2005 · 2006 · 2007 · 2008 · 2018 · 2019 · 2021 · 2022